# Яковлев, Роман Аристархович
Роман Аристархович Яковлев (род. между 1627 и 1632, ум. не ранее 1695) — русский государственный деятель XVII века, стольник и воевода.

## Биография
Представитель дворянского рода Яковлевых — потомков Облагини.
Сын мещовского воеводы Аристарха Андреевича Яковлева (ум. 1634) от его четвёртой жены Настасьи Ивановны Нестеровой. Старший брат думного дворянина Кирилла Яковлева.
Верстан поместьями в 1647 г.: В боярской книге 155-го году оклад ему помесной с придачами 750 чети, денег ис чети 39 рублев. Да ему ж за ево службы 172-го и 173-го году (1664—65) придачи 130 чети, денег 9 рублев. (Боярская книга 1658 г).
Стряпчий (1651), был на дворцовой службе. Стольник (1676). С января 1679 по сентябрь 1680 воевода Яренский.
На деньги Романа Яковлева и его брата Кирилла в 1670 был построен каменный храм Дорогошанского Троицкого монастыря в Мещовском уезде.

## Земельные владения
Вотчина — в Мещовском уезде, Сухиницком стану.
Поместья — в Мещовском, Калужском, Орловском, Рязанском, Чернском, Коломенском уездах.
В 1680 и потом в 1687 и 1694 по поступке и челобитной Романа Яковлева большая часть его поместий справлена за сыновьями.

## Семья и дети
Не позднее 1659 г. Роман Яковлев женился на дочери Дмитрия Ивановича Яблочкова — помещика Мещовского уезда. Сыновья:
- Федор, стольник с 1676
- Михаил, стряпчий с 1676, стольник с 1686
- Никита — стряпчий с 1679, стольник с 1686, ум. 1711
- Леонтий (р. ок. 1670, ум. 1735) — стольник царицы с 1686, стольник с 1687, воевода Галича (1703), воевода Серпейска в 1727—1731.